# Võrumaa
Võrumaa (em estoniano Võru maakond ou Võrumaa), é uma das quinze regiões (maakond) da Estónia.

## Geografia
A região de sujeito está localizada no Geografia

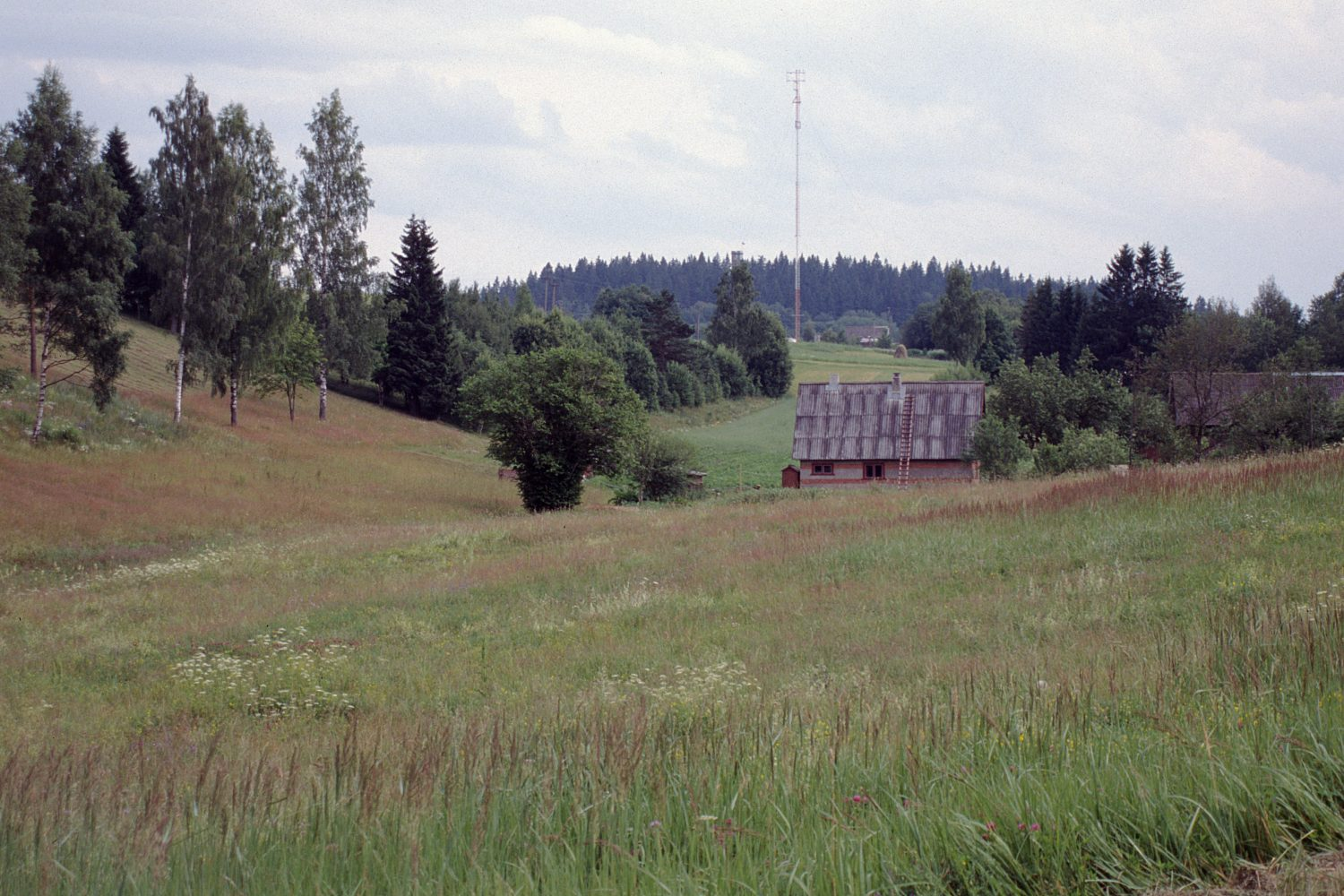
Suur Munamägi, o ponto mais alto da Estônia.
A região de sujeito está localizada no sudeste da República da Estônia e faz divisa com as regiões de Valga e Põlva, além de ser parte sudeste da divisa internacional da Estônia com a Letônia e a Rússia. 2,9% do total da população da Estônia vive na região de Võru.
De todos os lagos registrados no país, 191 deles estão localizados na região (esse número só é ultrapassado pela vizinha região de Valga). O lago Rõuge Suurjärv (o maior lago do município rural de Rõuge) é o lago mais profundo da Estônia (38 metros). A região de Võru é a bacia hidrográfica para os rios que seguem em direção aos lagos Peipus e Pihkva, ao Golfo de Riga e ao lago Võrtsjärv. Desses rios, o Piusa é o que apresenta a maior declividade da Estônia (208 metros). O mais longo rio estoniano, o Võhandu (162 km), também passa pela região de Võru.
A região de Võru está toda localizada no planalto de Haanja. Há 19 montanhas com alturas acima de 280 metros, incluindo o ponto mais alto da Estônia e de toda a região Báltica, o Suur Munamägi, apesar de apenas ter uma altura de 318 metros acima do nível médio do mar. da República da Estônia e faz divisa com as regiões de Valga e Põlva, além de ser parte sudeste da divisa internacional da Estônia com a Letônia e a Rússia. 2,9% do total da população da Estônia vive na região de Võru.
De todos os lagos registrados no país, 191 deles estão localizados na região (esse número só é ultrapassado pela vizinha região de Valga). O lago Rõuge Suurjärv (o maior lago do município rural de Rõuge) é o lago mais profundo da Estônia (38 metros). A região de Võru é a bacia hidrográfica para os rios que seguem em direção aos Geografia
Suur Munamägi, o ponto mais alto da Estônia.
A região de sujeito está localizada no sudeste da República da Estônia e faz divisa com as regiões de Valga e Põlva, além de ser parte sudeste da divisa internacional da Estônia com a Letônia e a Rússia. 2,9% do total da população da Estônia vive na região de Võru.
De todos os lagos registrados no país, 191 deles estão localizados na região (esse número só é ultrapassado pela vizinha região de Valga). O lago Rõuge Suurjärv (o maior lago do município rural de Rõuge) é o lago mais profundo da Estônia (38 metros). A região de Võru é a bacia hidrográfica para os rios que seguem em direção aos lagos Peipus e Pihkva, ao Golfo de Riga e ao lago Võrtsjärv. Desses rios, o Piusa é o que apresenta a maior declividade da Estônia (208 metros). O mais longo rio estoniano, o Võhandu (162 km), também passa pela região de Võru.
A região de Võru está toda localizada no planalto de Haanja. Há 19 montanhas com alturas acima de 280 metros, incluindo o ponto mais alto da Estônia e de toda a região Báltica, o Suur Munamägi, apesar de apenas ter uma altura de 318 metros acima do nível médio do mar. Peipus e Pihkva, ao Golfo de Riga e ao lago Võrtsjärv. Desses rios, o Piusa é o que apresenta a maior declividade da Estônia (208 metros). O mais longo rio estoniano, o Võhandu (162 km), também passa pela região de Võru.
A região de Võru está toda localizada no planalto de Haanja. Há 19 montanhas com alturas acima de 280 metros, incluindo o ponto mais alto da Estônia e de toda a região Báltica, o Suur Munamägi, apesar de apenas ter uma altura de 318 metros acima do nível médio do mar.

## Política
Atualmente existem treze governos locais (municípios) na região. Todos os governos locais cooperaram na Associação de Autoridades Locais da Região de Võru.
De acordo com a lei de 13 de dezembro de 1995, o governo (em estoniano: maavalitsus) de cada região é exercido por um governador de região (em estoniano: maavanem), que representa o governo nacional à nível regional. Segundo essa lei, um governador de região é indicado para o cargo por um período de cinco anos pelo Governo da República, por proposição do Primeiro-ministro e com o consentimento das Autoridades Locais.

### Governador
O governador representa os interesses do Estado na região e deve cuidar para que haja um desenvolvimento amplo e equilibrado de todos os municípios. Entre outras obrigações, ele coordena a cooperação entre os cargos regionais e os ministérios e outras administrações e autoridades locais. Além disso, ele é responsável pela distribuição e aplicação dos recursos recebidos do Estado, aprova os planos a serem adotados e fiscaliza a sua execução. 
Ele supervisiona os trabalhos dos governos locais, representa os municípios rurais nos tribunais.
Desde 2005, Ülo Tulik é o governador da região de Võru.

## Municípios
A região está subdividido em treze municípios: um município urbano (estoniano: linn - cidade) e 12 municípios rurais (estoniano: vallad - comunas ou paróquias).
Município urbano:
- Võru

Municípios rurais:

O lugar povoado: cidade (linn), pequeno borough (alevik) ou vila (küla), sede de 
município rural (vald), aparece entre parênteses ao lado de seu respectivo município.
- Antsla vald — (Antsla linn)
- Haanja vald — (Haanja küla)
- Lasva vald — (Lasva küla)
- Meremäe vald — (Meremäe küla)
- Misso vald — (Misso alevik)
- Mõniste vald — (Mõniste küla)
- Rõuge vald — (Rõuge alevik)
- Sõmerpalu vald — (Järvere küla)
- Urvaste vald — (Kuldre küla)
- Varstu vald — (Varstu alevik)
- Vastseliina vald — (Vastseliina alevik)
- Võru vald — (Võru linn)

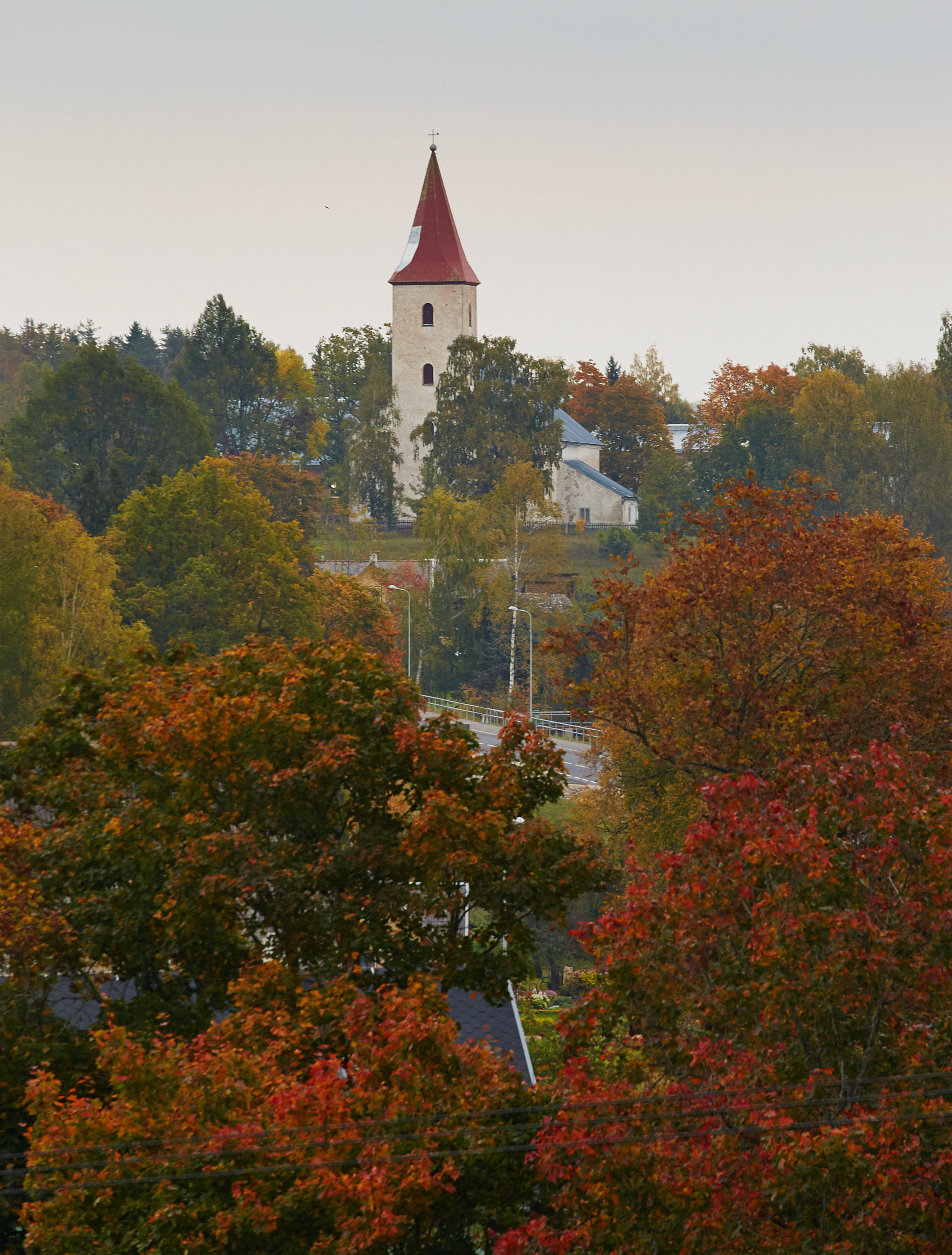
Rõuge
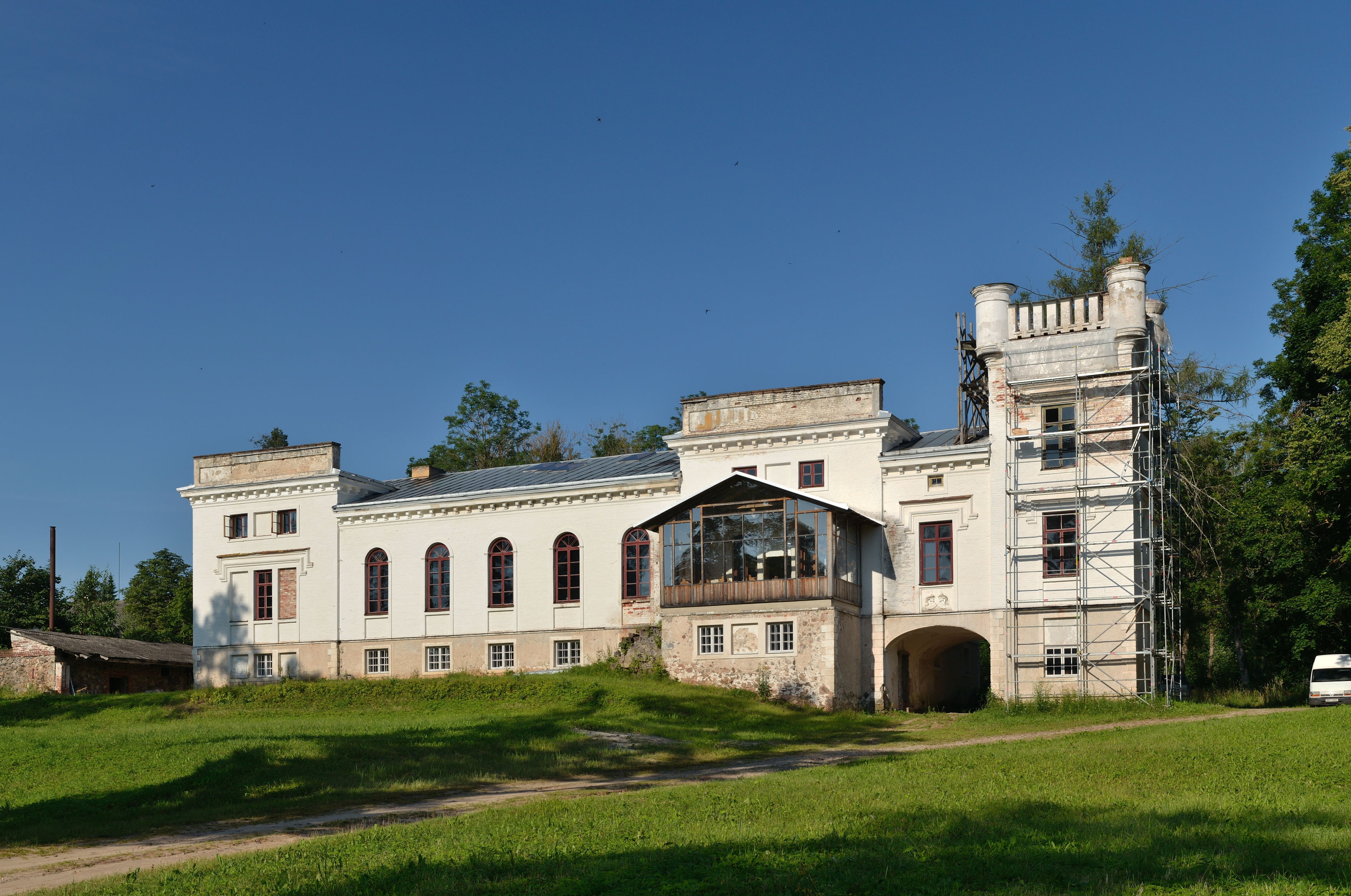
Sõmerpalu
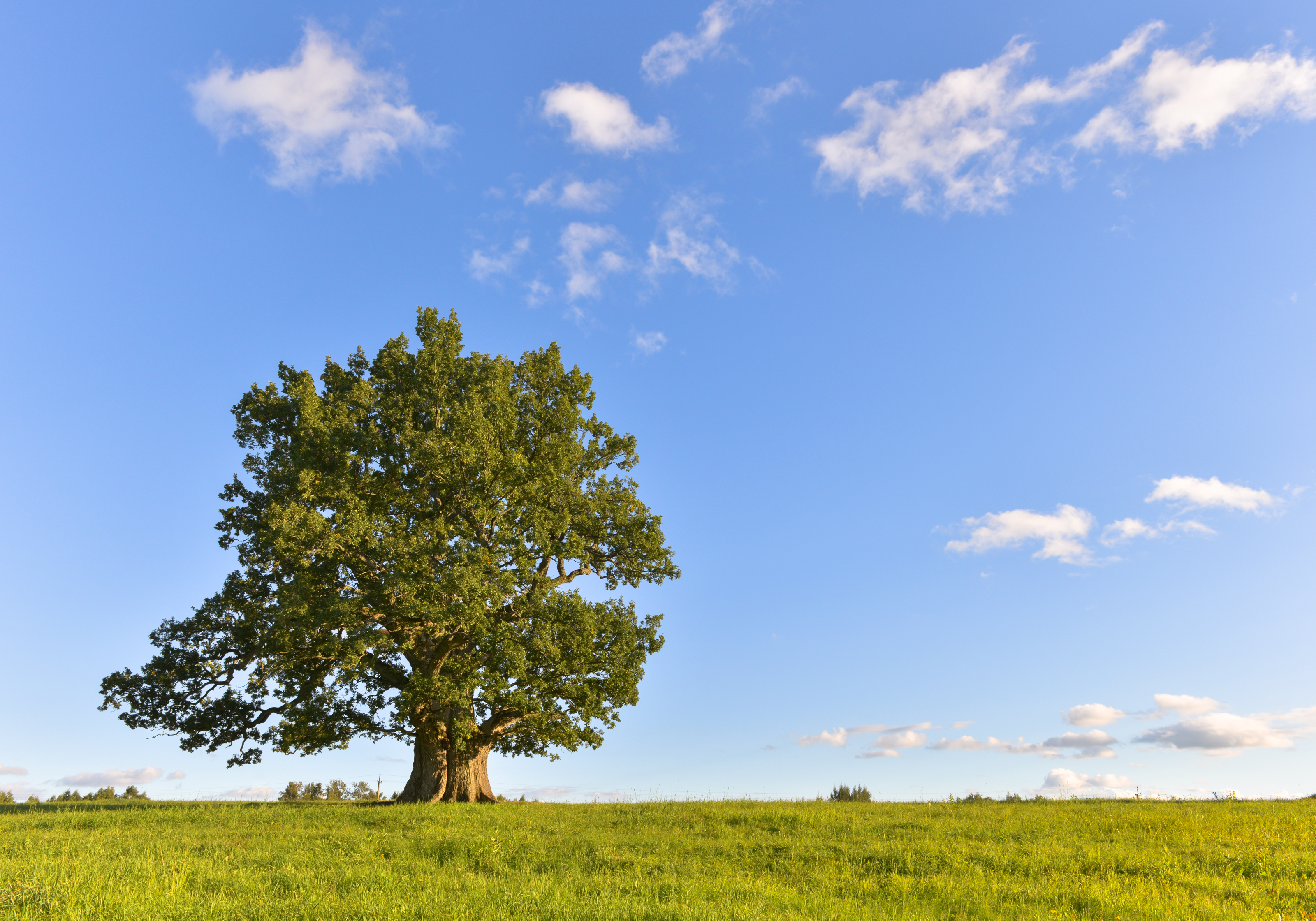
Urvaste
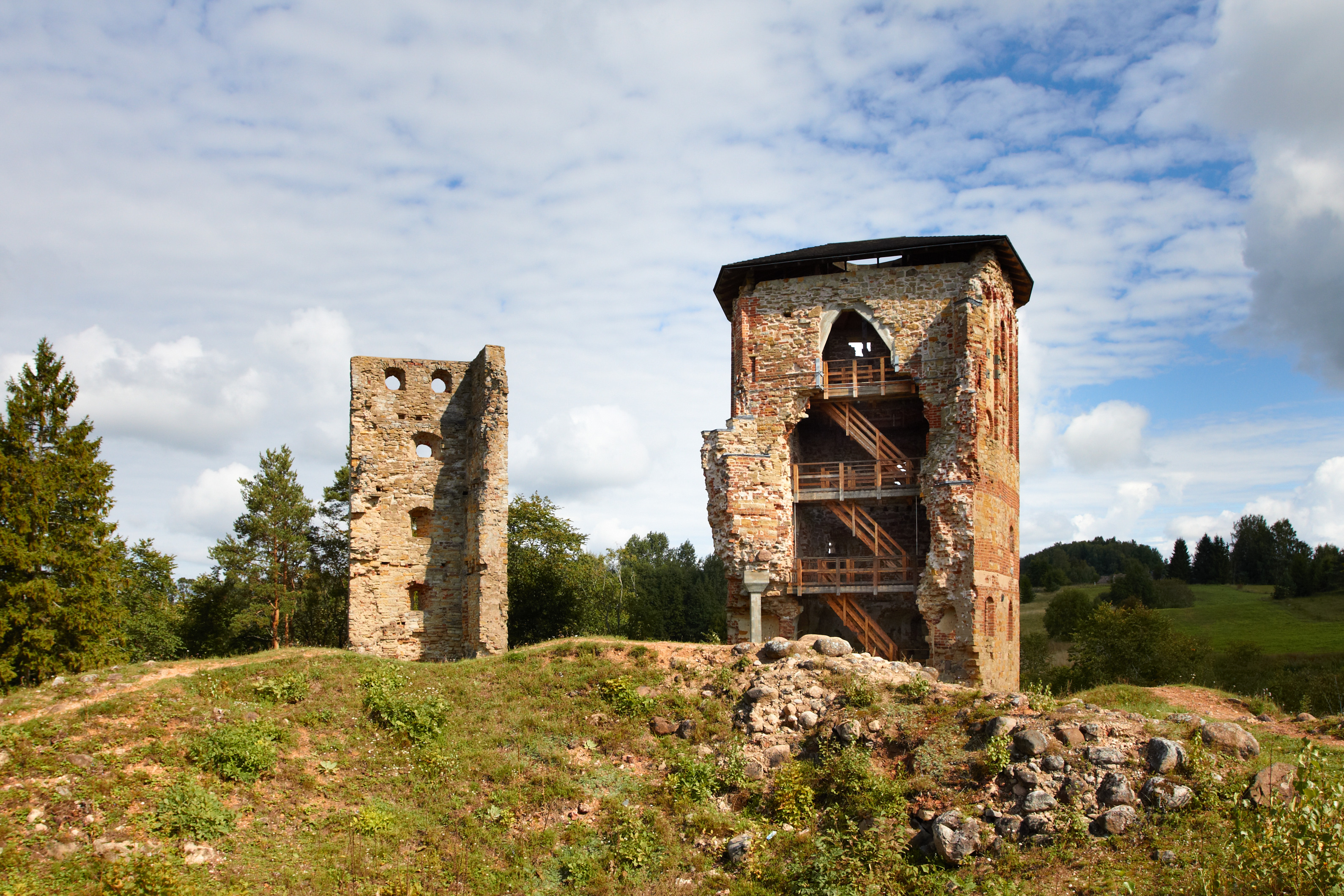
Vastseliina
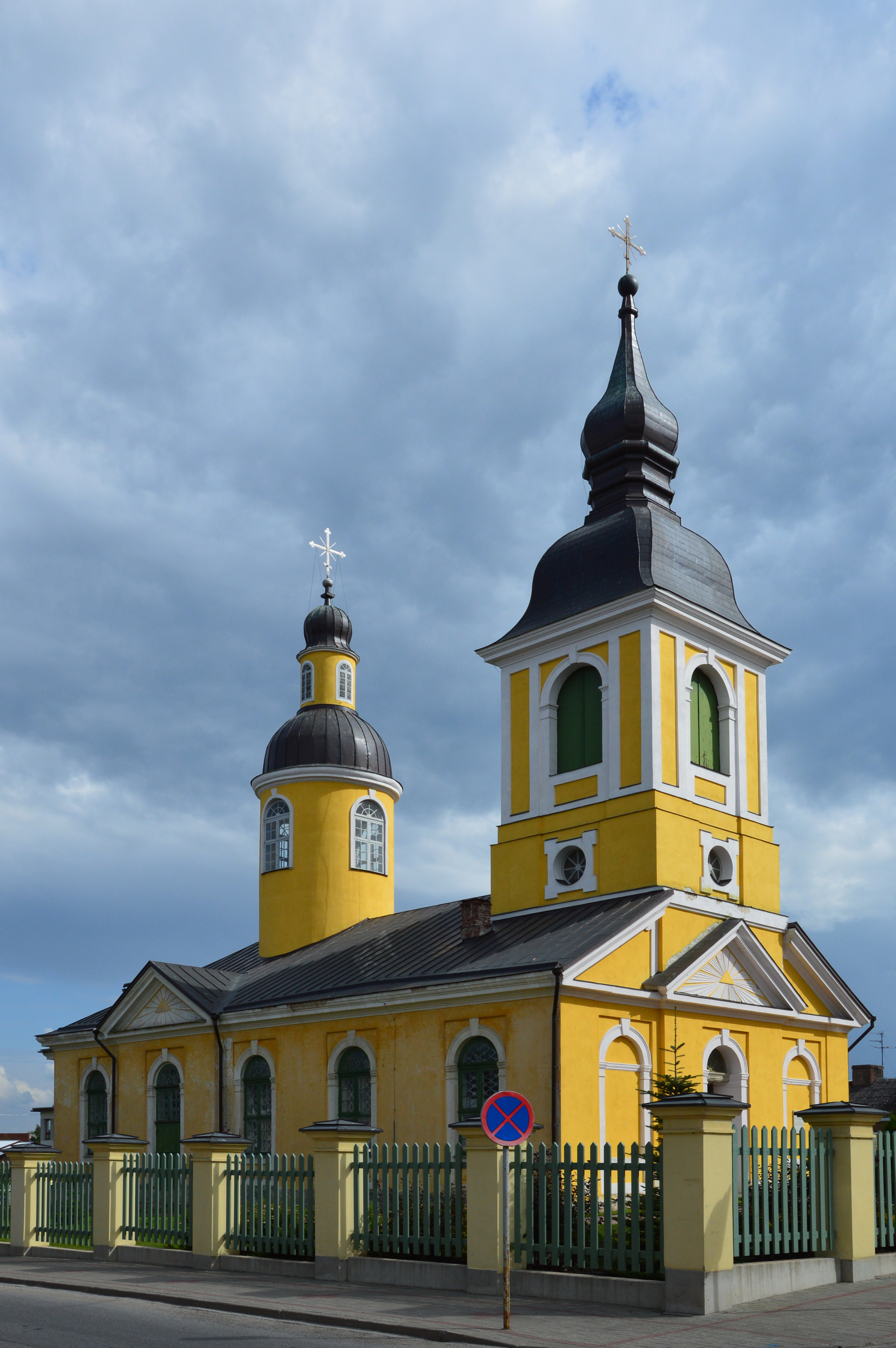
Võru

## Referência
1. ↑  Statistics Estonia - Dados de 1 de janeiro de 2007 calculados com base nos dados ajustados do censo populacional de 2000.